# Cylindroiulus vitosae
Cylindroiulus vitosae är en mångfotingart som beskrevs av Pius Strasser 1962. Cylindroiulus vitosae ingår i släktet Cylindroiulus och familjen kejsardubbelfotingar. Inga underarter finns listade i Catalogue of Life.